# 反フェミニズム
反フェミニズム、反マルクス主義フェミニズム（はんフェミニズム）またはアンチ・フェミニズム（英: antifeminism）は、フェミニズムに反対する思想や運動のこと。反フェミニズム論者のことを、アンチ・フェミニストという。マスキュリズム、バックラッシュ、反ジェンダーフリーと呼ぶこともある。「ポスト・フェミニズム」や「ジェンダー研究」などと称するもののうち、一部のフェミニズムそのものを希釈化する思想や運動を含む意味で用いられることもある。

## 概要
フェミニズムやフェミニストへの批判は過去から現在まで根強く続いている。フェミニズムにおいては「男女平等の実現」という基本概念が共通している一方で、フェミニズムの具体的な思想は多様であり、一本の思想と考えることはできない。フェミニズム自体が多義的な概念であるために、「フェミニスト」と一括りにして批判しても、一括りにすべき実体が無いという皮肉な事態を招いている。
反フェミニズムを主張する立場としては、旧来の伝統主義の立場からの反対と、女性差別是正の措置としての導入されたアファーマティブ・アクションを過剰なものとみて自由主義・平等主義の立場から批判するもの2つに大別される。
また宗教団体や政治団体が自前のメディアを通じて、彼らの考える性別役割分担論とリベラル・フェミニズムへの反論を信者や支持者に広めている場合もある。たとえば統一教会系の世界日報は男女共同参画社会基本法の抜本的見直しを唱えているし、自由民主党は公式サイトでジェンダーフリー教育の批判を行っている。また、新生佛教教団の関連会社の発行紙である日本時事評論では、男女共同参画や選択的夫婦別姓制度の反対など国粋主義・反ジェンダーフリー的な主張をしている。2002年（平成14年）6月、山口県宇部市において男女共同参画推進条例案が制定される際、この条例に圧力をかけて内容を変更させたのは新生佛教教団系の日本時事評論社であると言われている。また、神社本庁も、神道の性別役割分担論とリベラル・フェミニズムへの反論を行っており、神道政治連盟を通じ政治家への影響力も持っている。
またイヴァン・イリッチは、「今よりももっと多くの女性が『男並み』を目指して賃金労働を始めると、女性たちの境遇はもっと悪くなる」と主張している。これには多くのフェミニストが反発した。
性別役割分担論とは別に「フェミニズムは男性を差別するための思想である」とする主張もある（男性差別論）。これによれば、電鉄会社が女性専用車両を設け、デパートの女性トイレを男性トイレより広くするのはフェミニズムに加担した民間企業による男性差別であるとして批判する。同様の主張は、インターネット上にもしばしば現れ、ラディカル・フェミニズムを指してナチズムと同一視するフェミナチという呼び方で揶揄する者もいる。

## アンチフェミニズムによる主張の具体例
アンチフェミニズムの主張は多岐にわたる。フェミニズム自体、多義的な概念であるため、アンチフェミニズムの主張も多岐にわたる。主な主張としては以下のものがある。
研究者の男女比改善
学問領域において、フェミニズム研究に比べるとマスキュリズム研究は不足しているという主張がある。例えばマスキュリストの久米泰介は、フェミニストと闘うためには「文系の男性人権派と女性人権派の数を同等にしなければならない」と主張している。
男子校批判
男子校は女性差別であるとして愛知に新設される男子校に対する反対運動が起きた。それに対してアンチフェミニストは、お茶の水女子大学や奈良女子大学が憲法14条違反だと主張し、男子校だけを批判する姿勢を批判した。マスコミにも「なぜ、男子校だけ反対？」という論調を展開する記事が出てきたため、反対活動は勢いを失った。
表現規制批判
ラディカル・フェミニストを中心に、女性差別につながるとして性表現（ポルノ、グラビア、萌え絵など）を規制すべきだという動きがある。例えば2009年にはフェミニズムのNGOであるイクオリティ・ナウが性暴力ゲームに対する抗議キャンペーンを開始し、コンピュータソフトウェア倫理機構（ソフ倫）が大幅な自主規制を行うなどした。それらに対する反発が反フェミニズムの運動に取り込まれる場合がある（ただし、フェミニズムの中にも性表現の規制に反対する動きはある）。
人工妊娠中絶反対
人工妊娠中絶を推進するリベラル・フェミニズムの思想(プロチョイス)は、胎児の権利を踏みにじるフェミナチズム、フェミファシズムであると、中絶反対派(プロライフ)は批判している。

## アンチフェミニストによる事件
モントリオール理工科大学虐殺事件
1989年12月6日にカナダのモントリオール理工科大学で自分がアンチフェミニストであると宣言した男が起こした大量殺人事件。28人が銃撃され、うち14人が死亡（いずれも女性）、14人が怪我を負った。
犯人の男はモントリオール理工科大学の受験に失敗し、その理由を追及した結果、「男性が占めていた理工科系の世界に女性が進出し始めたから」「男が座っていた椅子を新興勢力の女性が奪ったから自分は落ちた」という理屈を導き出した。そして「女は高等教育を受けるべきではない」、よって「行き過ぎた教育を女に施すフェミニストは殺害するべきだ」として虐殺事件を起こした。
旧統一協会問題
日本における与党及び保守系議員に絶大な影響力を持つ韓国発祥の新興宗教の統一協会の反フェミニズム的な教義が、特に自民党の政策に影響を与えたという説がある。

## 主なアンチフェミニスト
- ワレン・ファレル - マスキュリズムの主唱者
- 千葉展正 - マスキュリスト、評論家
- 久米泰介 - マスキュリスト、翻訳家
- 林道義 - マスキュリスト、評論家